# Corcelles-lès-Cîteaux
Corcelles-lès-Cîteaux település Franciaországban, Côte-d’Or megyében. Lakosainak száma 831 fő (2022. január 1.). Corcelles-lès-Cîteaux Noiron-sous-Gevrey, Saint-Nicolas-lès-Cîteaux, Savouges és Izeure községekkel határos.

## Népesség
A település népességének változása:
| Lakosok száma | 178  | 456  | 525  | 829  | 828  | 809  | 811  | 811  | 811  | 831  |
|               | 1968 | 1982 | 1990 | 2006 | 2013 | 2015 | 2017 | 2019 | 2020 | 2022 |